# Торунське воєводство
Торунське воєводство (пол. województwo toruńskie) — адміністративно-територіальна одиниця Польщі найвищого рівня, яка існувала у 1975—1998 роках.
Являло собою одну з 49 основних одиниць адміністративного поділу Польщі, які були скасовані в результаті адміністративної реформи Польщі 1998 року.
Займало площу 5348 км². Адміністративним центром воєводства було місто Торунь. Після адміністративної реформи воєводство припинило своє існування і його територія повністю відійшла до Куявсько-Поморського воєводства.

## Географія
Торунське воєводство розташовувалося у центральній Польщі та межувало з такими воєводствами: Бидгоське, Ельблонзьке, Влоцлавське, Цехановське та Ольштинське.

## Історія
Воєводство створене 1 червня 1975 року за рахунок відокремлення від східних районів Бидгоського та від південної частини Ольштинського воєводств. Місцем адміністративного управління воєводства була будівля муніципальної національної ради, розташована на тодішній Червоноармійській площі, нині Площа Театральний.
Починаючи з 1999 року, з введенням в дію нової адміністративої реформи, Торунське воєводство (окрім гмін Новомейського повіту) стало частиною новоствореного Куявсько-Поморського воєводства, а Торунь однією з двох столиць регіону.

## Воєводи
| Воєвода               | Роки      | Приналежність                 |
| --------------------- | --------- | ----------------------------- |
| Ян Пжитарський        | 1975–1981 | ПОРП                          |
| Станіслав Пачковський | 1980–1982 | ПОРП                          |
| Станіслав Троковський | 1982–1988 | ПОРП                          |
| Станіслав Ракович     | 1988–1990 | ПОРП                          |
| Анджей Тиц            | 1990–1992 | Демократичний союз            |
| Бернард Квятковський  | 1992–1997 | Угода Центр                   |
| Войцех Данель         | 1997–1998 | Виборча кампанія Солідарність |

### Віцевоєводи
| Віцевоєвода           | Роки                  |
| --------------------- | --------------------- |
| Богдан Колодзейчик    | 1.06.1975–31.12.1976  |
| Стефан Стефанський    | 1.06.1975–30.11.1984  |
| Кароль Щигель         | 1.06.1975–28.02.1983  |
| Станіслав Троковський | 1.01.1977–31.10.1982  |
| Пйотр Пец             | 27.11.1982–30.07.1989 |
| Юзеф Чая              | 6.12.1982–31.05.1985  |
| Роман Чиркевич        | 1.04.1985–30.11.1990  |
| Еразм Хоєцький        | 11.02.1985–10.07.1989 |
| Єжи Недзвецький       | 11.01.1989–31.05.1990 |
| Францішек Якубовський | 11.01.1989–30.11.1990 |
| Збігнєв Мухлінський   | 1.06.1990–29.03.1999  |

## Районні адміністрації
| Адміністрація (центр) | Гміни |
| --------------------- | --- |
| Бродниця              | Біскупець, Боброво, Бродниця, Бжозе, Ґужно, Гронжави, Ґродзічно, Яблоново-Поморське, Кужентник, Нове-Място-Любавське, Осек, Сведзебня, Вомпельськ та Збічно, а також міста Бродниця та Нове-Място-Любавське                |
| Грудзьондз            | Хелмно, Ґрудзьондз, Ґрута, Лісево, Ласін, Роґозьно, Стольно, Свеце-над-Осою та міста Хелмно i Грудзьондз |
| Торунь                | Хелмжа, Цехоцин, Ґолюб-Добжинь, Києво-Крулевське, Ковалево-Поморське, Любич, Луб'янка, Лисоміце, Оброво, Папово-Біскупе, Радомін, Уніслав, Велька Нешавка та Злавесь-Велька, а також міста: Хелмжа, Ґолюб-Добжинь і Торунь |
| Вомбжезьно            | Дембова-Лонка, Ксьонжкі, Плужниця, Радзинь-Хелмінський, Вомбжезьно та місто Вомбжезьно |

## Міста
Чисельність населення на 31.12.1998
- Торунь – 206 158
- Грудзьондз – 102 434
- Бродниця – 27 895
- Хелмно – 22 138
- Хелмжа – 15 408
- Вомбжезьно – 14 132
- Ґолюб-Добжинь – 13 005
- Нове-Място-Любавське – 10 776
- Ковалево-Поморське – 4 069
- Яблоново-Поморське – 3 704
- Ласін – 3 200
- Радзинь-Хелмінський – 1 400
- Ґужно – 1 200

## Населення
| Рік         | 1975    | 1980    | 1985    | 1990    | 1995    | 1998    |
| Чисельність | 587 400 | 610 800 | 640 600 | 659 100 | 671 100 | 674 800 |